# Hejnice (district de Liberec)
Pour les articles homonymes, voir Hejnice.
Hejnice (en allemand : Haindorf) est une ville du district et de la région de Liberec, en République tchèque. Sa population s'élevait à 2 751 habitants en 2025.

## Géographie
Hejnice est située dans le nord de la région historique de Bohême, dans la vallée de la Smedá, au pied des monts de la Jizera, qui couvrent la partie sud de la commune, avec plusieurs sommets dépassant 1 000 m d'altitude — le plus élevé, le mont Jizera, atteint 1 122 m.

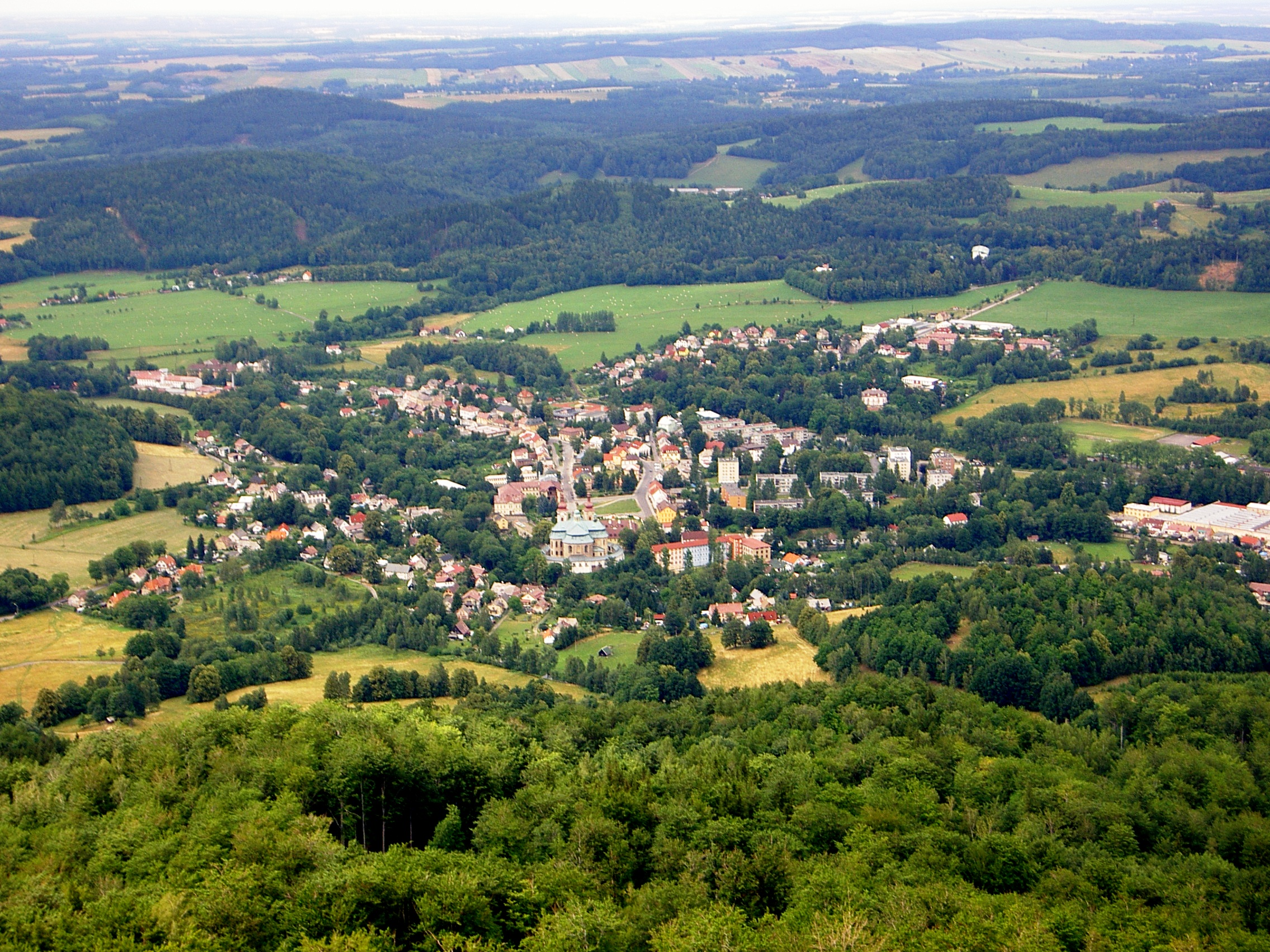
Hejnice vue depuis le mont Ořešník (800 m).

Hejnice se trouve à 16 km au nord-est de Liberec et à 104 km au nord-est de Prague.
La commune est limitée par Lázně Libverda au nord, par Bílý Potok et Desná à l'est, par Albrechtice v Jizerských horách, Josefův Důl et Bedřichov au sud, et par Mníšek, Oldřichov v Hájích et Raspenava à l'ouest.

## Histoire
L'existence de Hejnice est étroitement liée à l'église de pèlerinage, fondée en 1211, selon la légende. La guérison des malades y était probablement favorisée par les eaux thermales qui jaillissent dans la commune voisine de Lázně Libverda. L'ordre franciscain, dont le monastère a été fondé en 1692 par le comte František Gallas, a contribué à la promotion du lieu.

## Patrimoine
Patrimoine religieux

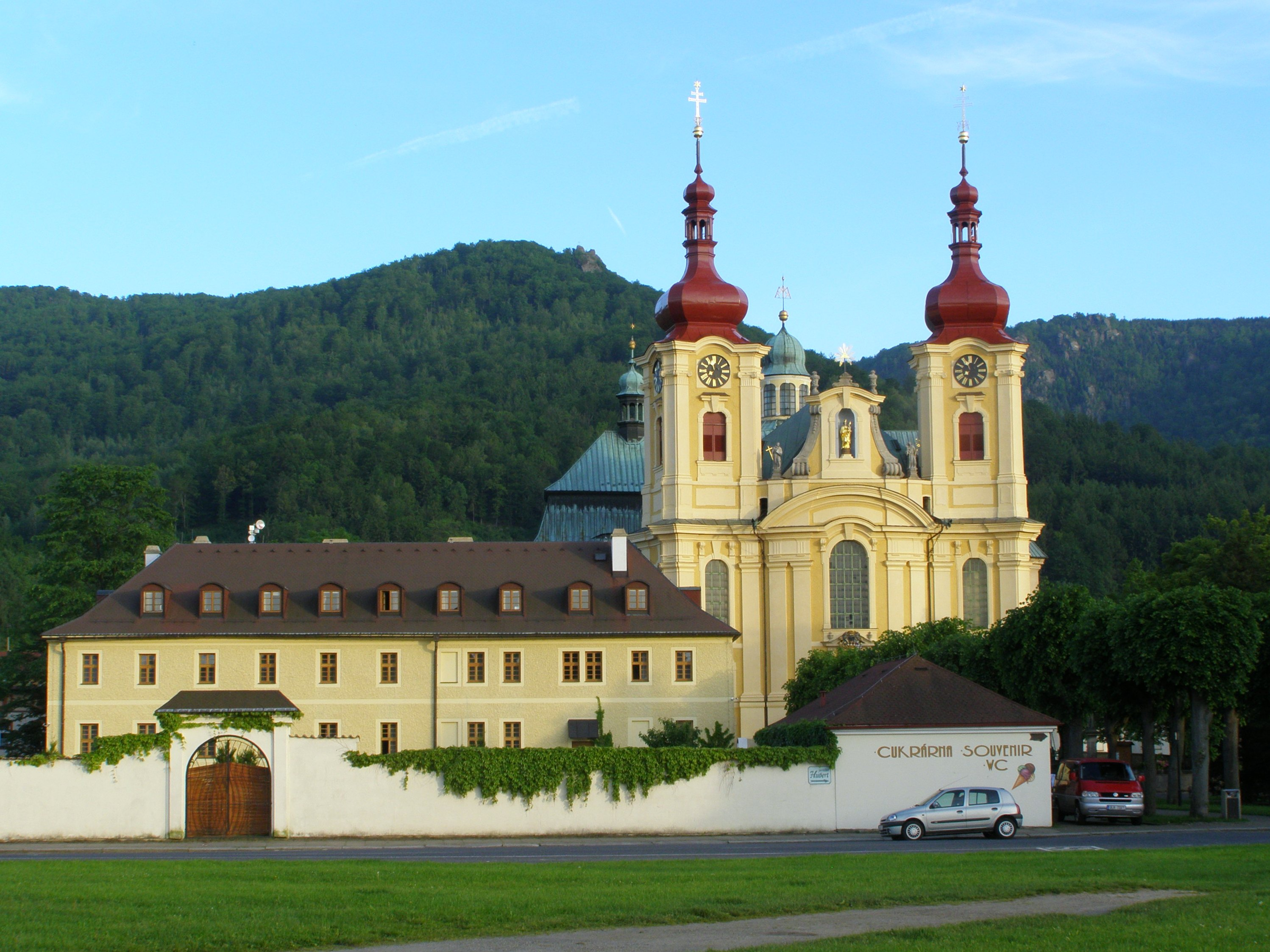
Monastère de Hejnice.
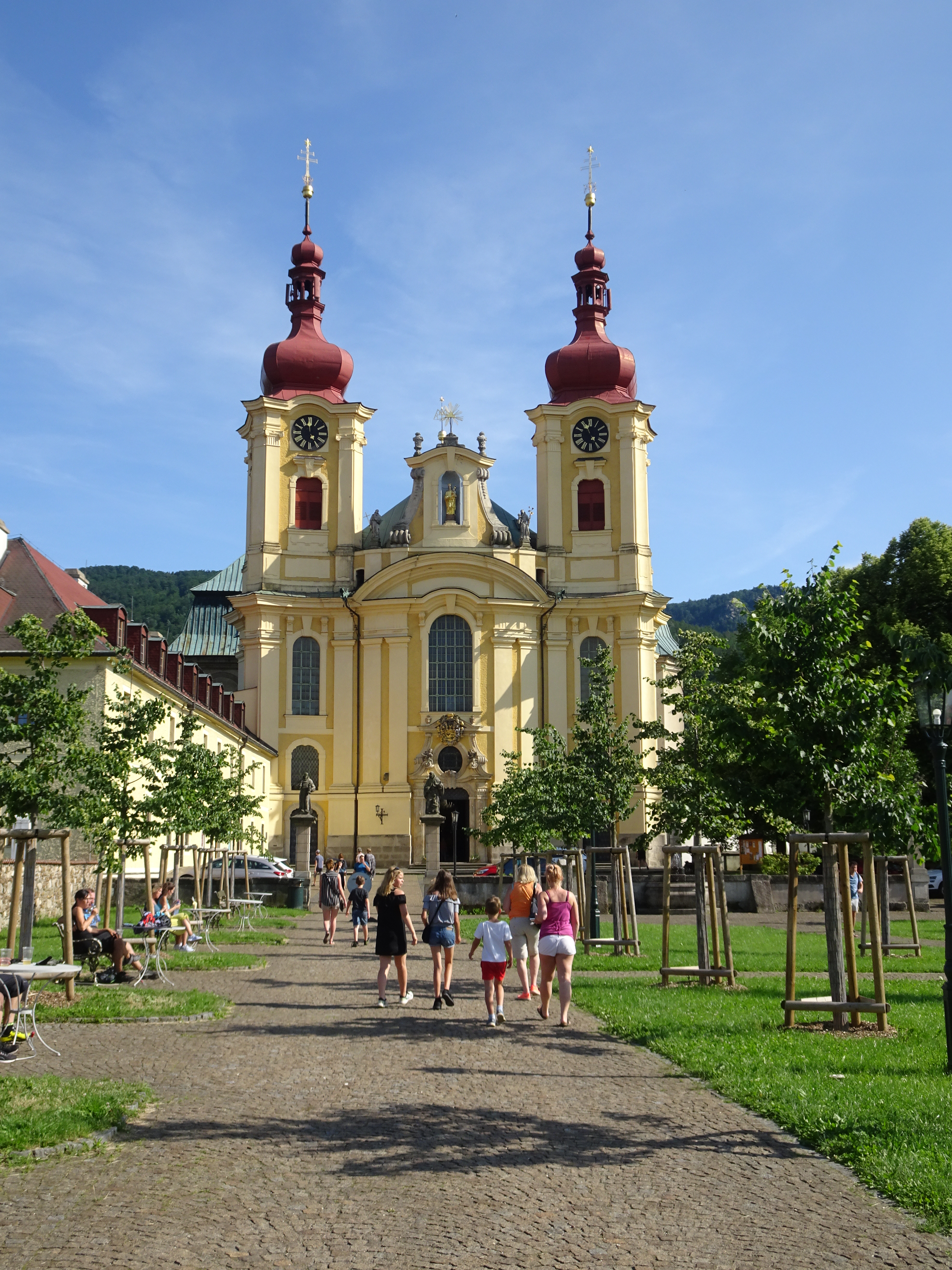
Façade de la basilique.

## Transports
Par la route, Hejnice se trouve à 10 km de Frýdlant, à 28 km de Liberec et à 136 km de Prague.

## Personnalités
- Jürgen Kocka (né en 1941), historien allemand
- Josef Riedel (cs) (1816-1894), fabricant de verre, cristal de Bohême.